# یوکیو فوجی
یوکیو فوجی (انگلیسی: Yukiyo Fujii; ۸ مهٔ ۱۹۸۵ – ) بازیگر، و صداپیشه اهل ژاپن است. وی از سال ۲۰۰۹ میلادی تاکنون مشغول فعالیت بوده است.